# 人台

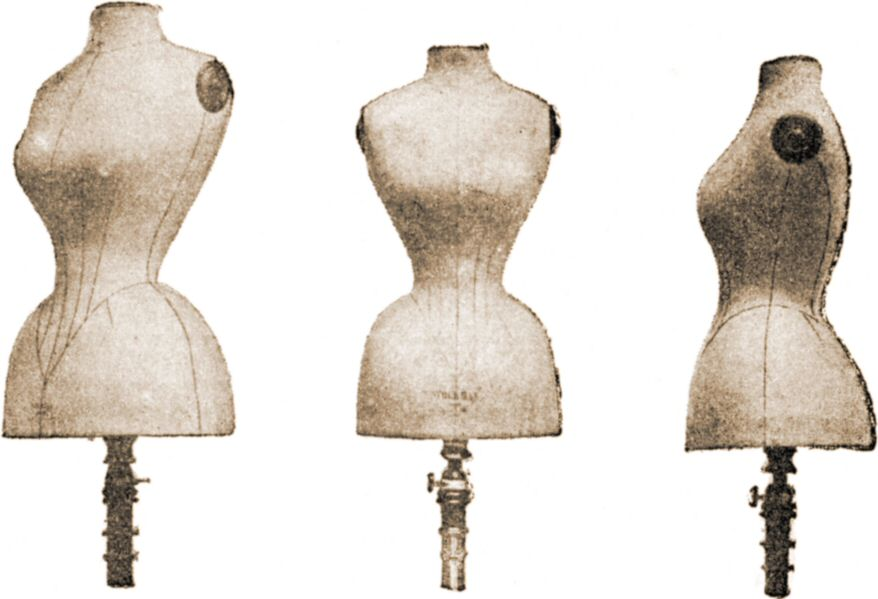
1893年製的人台

人台（英語：dress form）是用來試穿正在設計或縫製的服裝的人體軀幹立體模型。服裝打版時，可以將其放在人體模型上，以便人們可以看到衣服在身體上的貼合度和懸垂性，並進行調整或修改。人台也可以作為服裝展示用的支架。
人台必須具有特定的測量值，包括前肩寬、前袖窿中段（也稱為「前寬」）、頸底、頸前中心（CF）到腰部、胸部周圍、腰部周圍、後肩寬、後袖窿中段（也稱為「後寬」）、腰部中心（CB）到頸縫中心到肩縫中心到腰部周圍、背縫中心到腰部、腰圍、腰縫中心到腰縫中心到腰部）。